# 张杰 (金融学家)
张杰（1965年4月—），中国人民大学中国经济改革与发展研究院教授，副院长，主要研究领域为产业经济学、创新经济学与中国经济发展。张杰还担任北京经济运行研究会会长，曾入选中国教育部长江学者。